# ابطيح المركز (أبطيح)
ابطيح المركز هي إحدى مشيخات المملكة المغربية، تتبع جغرافيا لإقليم طانطان وإداريًا لأبطيح. يقدر عدد سكانها بـ 193 نسمة حسب الإحصاء الرسمي للسكان والسكنى لسنة 2004.